# بلدية روباجي
بلدية روباجي هي بلدية في لاتفيا، بلغ عدد سكانها 6٬641  نسمة، في 2017، عاصمتها Ropaži ‏، تبلغ مساحتها 322 كيلومتر مربع.

## الموقع
تشترك في الحدود مع:
- بلدية غاركالن
- بلدية أوغري
- بلدية إكشجيله
- بلدية سالاسبيلز
- بلدية مالبيلس
- بلدية إنكوكالنز
- بلدية سيغولدا
- بلدية ستوبيني.